# Cuncti simus concanentes
Cuncti simus concanentes («Споём вместе») — песня на латыни из сборника XIV века «Llibre Vermell».
Это монодическая песня в форме виреле.
Песня записана на листе 24r рукописи в мензуральной нотации Ars nova. На этом листе, кроме нот и слов песни, имеются приписка «A ball redòn», говорящая, что это круговой танец, и пометы «Iterum» и «Respondeatur in qualibet cupla», указывающие на повторение отдельных строк и припева.

## Слова
Cuncti simus concanentes: Ave Maria.
Cuncti simus concanentes: Ave Maria.
Virgo sola existente en affuit angelus.
Gabriel est appellatus atque missus celitus.
Clara facieque dixit: Ave Maria.
Clara facieque dixit: Ave Maria.
Cuncti simus concanentes: Ave Maria.
Cuncti simus concanentes: Ave Maria.
Clara facieque dixit, audite, karissimi.
Clara facieque dixit, audite, karissimi.
En concipies, Maria. Ave Maria.
En concipies, Maria. Ave Maria.
Cuncti simus concanentes: Ave Maria.
Cuncti simus concanentes: Ave Maria.
En concipies, Maria, audite, karissimi.
En concipies, Maria, audite, karissimi.
Pariesque filium. Ave Maria.
Pariesque filium. Ave Maria.
Cuncti simus concanentes: Ave Maria.
Cuncti simus concanentes: Ave Maria.
Pariesque filium, audite, karissimi.
Pariesque filium, audite, karissimi.
Vocabis eum Ihesum. Ave Maria.
Vocabis eum Ihesum. Ave Maria.
Cuncti simus concanentes: Ave Maria.
Cuncti simus concanentes: Ave Maria.

## Перевод
Давайте вместе петь: Ave Maria.
Давайте вместе петь: Ave Maria.
Когда Дева была в одиночестве, явился ей ангел.
Звали его Гавриил, и послан он был с небес.
Сверкая, сказал он: благословенна будь, Мария.
Сверкая, сказал он: благословенна будь, Мария.
Давайте вместе петь: Ave Maria.
Давайте вместе петь: Ave Maria.
Сверкая, сказал он (слушайте, драгоценные),
Сверкая, сказал он (слушайте, драгоценные):
Ты понесёшь во чреве, Мария. Радуйся, Мария.
Ты понесёшь во чреве, Мария. Радуйся, Мария.
Давайте вместе петь: Ave Maria.
Давайте вместе петь: Ave Maria.
Ты понесёшь во чреве, Мария (слушайте, драгоценные).
Ты понесёшь во чреве, Мария (слушайте, драгоценные).
И родишь сына. Радуйся, Мария.
И родишь сына. Радуйся, Мария.
Давайте вместе петь: Ave Maria.
Давайте вместе петь: Ave Maria.
И родишь сына (слушайте, драгоценные).
И родишь сына (слушайте, драгоценные).
Ты назовёшь его Иисус. Радуйся, Мария.
Ты назовёшь его Иисус. Радуйся, Мария.

## Музыка
- midi-файл на сайте Amaranth Publishing
- Ноты в формате PDF

## Записи
Исполнения «Cuncti simus concanentes» приведены на странице
http://www.medieval.org/emfaq/composers/vermell.html.